# Philipp Reuter
Philipp Reuter (* 12. Februar 1987 in Hameln) ist ein deutscher ehemaliger Handballspieler.

## Karriere
Der 1,90 m große Reuter spielt meist auf der Spielposition Rückraum Mitte. Seine Karriere begann Reuter bei der HSG Kahl/Kleinostheim. Anschließend wechselte er zum TUSPO Obernburg. Ab der Saison 2007/08 spielte Reuter beim Bundesligisten TV Großwallstadt und hatte zusätzlich für zwei Jahre ein Zweitspielrecht beim Zweitligisten TUSPO Obernburg. Im Sommer 2011 schloss er sich dem Schweizer NLA-Verein Pfadi Winterthur an. Zwei Spielzeiten später schloss er sich KTV Altdorf an. Im Sommer 2014 unterschrieb Reuter einen Vertrag beim deutschen Drittligisten 1. VfL Potsdam. Im Februar 2016 wechselte er zum Schweizer Verein HC Kriens-Luzern. Nachdem Reuter nach der Saison 2015/16 acht Monaten nicht aktiv Handball gespielt hatte, schloss er sich im Januar 2017 dem deutschen Drittligisten HSG Hanau an. 2018 beendete Reuter seine Karriere. In der Saison 2019/20 lief er nochmal für seinen Jugendverein HSG Kahl/Kleinostheim auf.

## Erfolge
- Deutscher Vize-Meister (B-Jugend)

## Sonstiges
Reuter hat mit Dominik Klein die Initiative Comeback stronger gegründet. Zudem hat er ein Modelabel gegründet.